# Robert Schwarz (Maler)
Robert Schwarz (* 22. Januar 1899 in Duisburg; † 8. November 1962 in Düsseldorf) war ein deutscher Maler. Er gilt als Vertreter einer im Nationalsozialismus geförderten Kunstauffassung.

## Leben
Robert Schwarz besuchte zunächst die Kunstgewerbeschule Düsseldorf, dann die Kunstakademie Düsseldorf. 1927/1928 war er als Lehrer für Raumkunst, Kunstgewerbe, Reklamegrafik und Malerei in Bad Godesberg tätig. Später war er als Kunstmaler in Düsseldorf-Lohausen ansässig.
Schwarz schuf Porträts, figürliche Darstellungen, insbesondere Frauenakte, und Landschaftsdarstellungen. Zunächst war er nur Kunstinteressierten an Rhein und Ruhr bekannt. Durch das in seiner Malerei gezeigte Frauenbild stieg er in der Zeit des Nationalsozialismus zu einem vielbeachteten Künstler auf. Nach dem Zweiten Weltkrieg gehörte er der Künstlergruppe 1949 an. In den 1950er Jahren gestaltete er Motivwagen für den Düsseldorfer Karneval.
Schwarz starb 1962 im Alter von 63 Jahren in Düsseldorf. Er wurde auf dem Friedhof in Düsseldorf-Lohausen bestattet. Werke seiner Malerei befinden sich in den Sammlungen des Deutschen Historischen Museums (Berlin), des Museums Kunstpalast (Düsseldorf) und des Osthaus Museums (Hagen). Im Jahr 2009 wurden 80 seiner Arbeiten aus den 1920er bis 1940er Jahren im Haus seiner Enkelin in Düsseldorf gefunden.

## Ausstellungen
- 1919: Das Junge Rheinland, Kunsthalle Düsseldorf
- 1939: Schwimmerin und Erholung, Große Deutsche Kunstausstellung, Haus der Deutschen Kunst, München, Ankauf für 4000 bzw. 3000 Reichsmark durch Adolf Hitler
- 1940: Herbstausstellung Düsseldorfer Künstler, Kunsthalle Düsseldorf
- 1940: Mädchen in den Dünen[4] und Junge Menschen, Große Deutsche Kunstausstellung, Haus der Deutschen Kunst, München
- 1941: Rheinische Kunstausstellung, Danzig
- 1941: Morgen an der See, Große Deutsche Kunstausstellung, Haus der Deutschen Kunst, München
- 1941/1942: Malerei, Graphik, Plastik, Berliner Kunsthalle
- 1942: Frühjahrs-Ausstellung Düsseldorf, Kunsthalle Düsseldorf
- 1942: Kunstausstellung für Deutsche Soldaten, Kunsthalle Düsseldorf
- 1943: Esposizione d’Arte Contemporanea di Düsseldorf, Palazzo Strozzi, Florenz
- 1943: Badende Mädchen und Schauende, Große Deutsche Kunstausstellung, Haus der Deutschen Kunst, München, Badende Mädchen durch Gauleiter Friedrich Karl Florian für 8000 Reichsmark erworben
- 1944: Badende, Große Deutsche Kunstausstellung, Haus der Deutschen Kunst, München
- 1949: Künstlergruppe 1949, Kunsthalle Düsseldorf
- 1999: Aufstieg und Fall der Moderne, Weimar
- 2015: Galerie Jörg Liestmann, Duisburg-Huckingen[5]
- 2016: Robert Schwarz, Rosenmontagsentwürfe aus den 50er Jahren, Förderverein Düsseldorfer Karneval, Rathaus Düsseldorf
- 2016/2017: Artige Kunst, Kunst und Politik im Nationalsozialismus, Museum Situation Kunst, Bochum, Kunsthalle Rostock und Kunstforum Ostdeutsche Galerie, Regensburg